# Ophiomyia cassiae
Ophiomyia cassiae är en tvåvingeart som beskrevs av Spencer 1963. Ophiomyia cassiae ingår i släktet Ophiomyia och familjen minerarflugor. Inga underarter finns listade i Catalogue of Life.